# Bahraini Super Cup
Der Bahraini Super Cup (arabisch كأس السوبر البحريني) ist ein jährlich stattfindender nationaler bahrainischer Fußballwettbewerb. Der Pokalwettbewerb wurde erstmals 1995 ausgetragen. Organisiert wird der Wettbewerb vom bahrainischen Fußballverband. Das Spiel findet vor der neuen Saison statt. Hierbei treffen der bahrainische Meister und der Gewinner des Bahraini King’s Cup aufeinander. Sollte der Meister auch Gewinner des Pokals sein, tritt der Vizemeister an.

## Sieger
| Jahr          | Sieger           | Ergebnis                | Verlierer        |
| ------------- | ---------------- | ----------------------- | ---------------- |
| 2006          | Muharraq Club    | 3:2                     | al-Najma Club    |
| 2007          | al-Najma Club    | 3:2                     | Al-Riffa SC      |
| 2008          | al-Najma Club    | 1:0                     | Busaiteen Club   |
| 2009 bis 2012 | Keine Austragung | Keine Austragung        | Keine Austragung |
| 2013          | Muharraq Club    | 2:1                     | Busaiteen Club   |
| 2014          | East Riffa Club  | 1:1 (n. V.) 6:5 (n. E.) | Al-Riffa SC      |
| 2015          | Al-Hidd SCC      | 1:1 (n. V.) 6:5 (n. E.) | Muharraq Club    |
| 2016          | Al-Hidd SCC      | 1:0                     | Muharraq Club    |
| 2017          | Manama Club      | 1:1 (n. V.) 4:2 (n. E.) | Malkiya Club     |
| 2018          | Muharraq Club    | 2:2 (n. V.) 4:3 (n. E.) | al-Najma Club    |
| 2019          | Al-Riffa SC      | 1:1 (n. V.) 4:2 (n. E.) | Manama Club      |
| 2020          | Keine Austragung | Keine Austragung        | Keine Austragung |
| 2021          | Al-Riffa SC      | 1:1 (n. V.) 4:3 (n. E.) | East Riffa Club  |
| 2022          | Al-Khaldiya SC   | 2:0                     | Al-Riffa SC      |
| 20231         | Al-Khaldiya SC   | 2:0                     | al-Hala          |

1 Ausgetragen am 13. September 2024